# 김응선
김응선(金應善, 1881년 음력 5월 26일 ~ 1932년 양력 8월 2일)은 대한제국과 일제강점기의 군인이다.

## 생애
본적지는 평안남도 안주군이나 집안 배경에 대해서는 잘 알려져 있지 않다. 청일 전쟁 때 참전한 우쓰노미야 다로의 눈에 띄어 16세이던 1896년에 일본으로 건너가 공부하게 되었다. 3·1 운동 당시 조선군 사령관이었던 우쓰노미야는 이후 '김응선의 아버지'로 불렸다는 일화가 있다.
1902년에 일본육군사관학교에 입학하여 제15기로 졸업하였다. 졸업 후에는 일본 근위보병 제1연대에서 견습사관으로 복무했으며, 곧 러일 전쟁이 발발하여 김응선도 참전했다. 1904년 3월에 진남포에 상륙하면서 처음에는 정찰 활동을 맡았고, 5월에는 직접 전투에 참여하여 전공을 세우기도 했다.
이후 대한제국 육군무관학교 학도대 소속으로 유년학교 교장에 임명되어 대한제국 무관이 되었다. 1905년에는 특파대사 수행원으로 일본에 가서 훈6등 단광욱일장을 수여받는 등 일본과 가까운 관계를 유지했다. 당시 일본은 군부에 일본육사 출신의 친일 무관들을 배치하여 한일 병합을 준비하고 있었다.
1907년에 대한제국 군대 해산 때는 육군 보병 참령이었다. 김응선은 일제가 군대를 해산한 직후 황태자궁의 배종무관에 임명될 정도로 신뢰를 받았다. 러일 전쟁 때의 공로를 인정받아 훈5등 쌍광욱일장 및 은사금 500원을 받았고, 그해 11월에 황태자 이은이 일본으로 강제 유학을 떠날 때 수행하고 훈4등 서보장을 수여받았다.
1910년 한일 병합 조약이 체결되면서 구 한국군 장교 중 우수장교로 평가되어 조선주차군사령부 소속을 명 받았다. 김응선은 왕세자로 격하된 이은의 왕세자궁 무관으로 계속 근무했다. 1923년에 일본 제국 육군 보병 대좌, 1931년에는 소장으로 진급했다.
일본 정부로부터 1909년 황태자도한기념장, 1912년 한국병합기념장, 1915년 다이쇼대례기념장, 1920년 훈3등 욱일중수장을 받은 바 있다. 1931년 소장으로 예편할 때는 공이 특별히 크다면서 특별상여액 2,970원과 퇴직특별사금 및 수당액 8,925원이 주어졌다. 은퇴 직후 만주사변과 관련하여 설립된 관제 단체인 만몽재주동포협의회 위원을 지내기도 했으나, 이듬해 사망했다.

## 사후
2008년 민족문제연구소가 정리한 친일인명사전 수록예정자 명단 중 군 부문에 선정되었다. 2007년 대한민국 친일반민족행위진상규명위원회가 발표한 친일반민족행위 195인 명단 군인 부문에도 포함되었다.

## 같이 보기
- 일본육군사관학교
- 친일파
- 조선의 군사

## 참고 자료
- 친일반민족행위진상규명위원회 (2007년 12월). 〈김응선〉 (PDF). 《2007년도 조사보고서 II - 친일반민족행위결정이유서》. 서울. 1220~1230쪽쪽. 발간등록번호 11-1560010-0000002-10. [깨진 링크(과거 내용 찾기)]
- 이규태 (1996년 6월 24일). “[이규태 역사에세이] 조선군 사령부 이야기”. 조선일보. 2010년 8월 26일에 원본 문서에서 보존된 문서. 2008년 3월 26일에 확인함. |제목=에 지움 문자가 있음(위치 1) (도움말)